# Moutier (municipi de Berna)
Moutier (antigament Münster en alemany) és un municipi de Suïssa. Pertanyia al districte administratiu del Jura bernès dins el Cantó de Berna fins que el 28 de març de 2021 la població va votar separar-se del Cantó de Berna per integrar-se en el Cantó del Jura. El canvi de cantó es realitzarà de manera progressiva fins al 2026. El procés de canvi s'inscriu en l'anomenada qüestió del Jura, que des de 1940 s'ha anat desenvolupant per separar la població del Jura, majoritàriament francòfona, del cantó de Berna, majoritàriament germanòfon.